# Кікудзіро
«Кікудзі́ро» (яп. 菊次郎の夏, Кікудзіро: но нацу, «Літо Кікудзіро») — восьмий фільм Такесі Кітано, Японія, 1999.

## Сюжет
Дія фільму відбувається в Японії, в наші дні. Масао, маленький хлопчик, навчається в школі і живе з бабусею, але почалися літні канікули і всі друзі поїхали відпочивати, а Масао нікуди їхати. Знайшовши у будинку в шафі листівку з адресою матері, Масао вирушає на її пошуки, але зустрічає колишню бабусину сусідку з чоловіком, яка просить чоловіка допомогти Масао в його пошуках. Про їхні пригоди, дорогу, взаємини цієї дивної парочки і розповідає цей дивно добрий фільм.

## Короткий зміст
Герой фільму на ім'я Кікудзіро не може похвалитися розумом і добрим смаком. Він не любить працювати і не вміє плавати, але зате може лихословити і шахраювати. Кікудзіро обожнює азартні ігри і нерідко розв'язує життєві проблеми за допомогою кулака. Але сталося так, що саме цього нахабного і безвідповідального суб'єкта доля вибрала на роль компаньйона і захисника для малюсінького, ангелоподобного і дуже самотнього хлопчика на ім'я Масао. Тихий і мовчазний малюк Масао мріє побачити свою матір, яка давно переїхала на узбережжя, залишивши дитину на піклування бабусі. Разом з дорослим хуліганом Кікудзіро хлопчик вирушає до моря на пошуки матері. Цю неймовірно дивну парочку чекає захоплююча і повна пригод подорож.

## У ролях
- Біт Такесі - Кікудзіро
- Юсуке Секігуті - Масао
- Недзумі Мамура - Мандрівник
- Грейт Гідаю - Товстий байкер
- Ракка ІДЕ - Лисий байкер
- Каеко Кісімото - Дружина Кікудзіро
- Кадзуко Йосіюкі - Бабуся Масао
- Юко Дайке - Мати Масао
- Біт Кієсі - Людина на зупинці

## Цікаві факти
- Кікудзіро - ім'я батька Такесі Кітано
- Коментарі режисера:

«Після "Фейєрверку" я відчув, що мої фільми стереотипні, "ватажок банди, насильство, життя і смерть", і мені важко ототожнювати себе з ними. Тому я вирішив зробити фільм, який ніхто не міг би передбачити. По правді кажучи, сюжет даного фільму належить до жанру, який поза моєю компетенцією. Але я все одно вирішив зняти цей фільм, щоб довести собі, що я впораюся зі звичайною історією і зроблю її повністю своєю, зі своєю режисурою. Насправді, хоча історія звичайнісінька, я провів величезну кількість експериментів з образами, і думаю, що вийшов досить дивний авторський фільм повністю під моєю маркою. Думаю продовжити обманювати очікування глядачів, в позитивному сенсі». 

## Відзнаки
- Найкращий актор (Такесі Кітано), Valladolid International Film Festival, 1999
- Найкраща актриса другого плану (Каеко Кисимото), Award of the Japanese Academy, 2000
- Найкраща музика до фільму (Дзе Хісаісі), Awards of the Japanese Academy, 2000
- Премія ФІПРЕССІ Такесі Кітано «за сприйняття драми самотності і самозаглиблення з оригінальним почуттям смішного і за багатюще індивідуальне режисерське бачення світу», 1999

| Коли я був маленьким, я майже не говорив зі своїм батьком. Він пив, бився, і я ховався від нього під ліжком. Фільм «Кікудзіро» розпочався з того, що я захотів розповісти історію про когось, хто міг би бути моїм батьком, хоча практично нічого не знаю про реальні взаємини батька і сина. Я спеціально дав головному герою театральне, а не зазвичай японське ім'я, щоб зберегти дистанцію. Такесі Кітано |